# محمد رعد
محمد حسن رعد (1955-)، سياسي لبناني. شغل منصب نائب الأمين العام لحزب الله اعتبارا من تاريخ 29/12/2024.

## حياته المبكرة
ولد رعد في العاصمة اللبنانية بيروت، وتلقى دروسه الابتدائية والمتوسطة في مدارسها الرسمية. عام 1971 التحق بدار المعلمين والمعلمات في بئر حسن، ونال الشهادة التعليمية الأولى في عام 1974. مارس رعد التعليم في المرحلة المتوسطة لمدة عشر سنوات، وبالتوازي مع ذلك أكمل دراسته الثانوية ونال شهادة البكالوريا - القسم الأدبي عام 1975.
تابع محمد رعد دراسته لإجازة في قسم الفلسفة من كلية الآداب في الجامعة اللبنانية. كما تلقى رعد علومه الإسلامية والفقهية على أيدي عدد من الأساتذة والعلماء الأفضل في لبنان.

## حياتة العلمية والعملية
شغل رعد عدة مناصب مهمة في حزب الله، منها:
- بفترة من الفترات تولى رئاسة تحرير جريدة العهد التابعة لحزب الله.
- عضو شورى القرار في الحزب، وعضو في المجلس السياسي فيه والذي يتراسه السيد إبراهيم أمين السيد.
- انتخب نائبا سنوات 1992، 1996، 2000 و2005 و2009 و2018 عن المقعد الشيعي في النبطية.
- يعد رعد العضو الوحيد الذي يشغل مقعدا في البرلمان اللبناني منذ عام 1992.[6]
- ترأس كتلة الوفاء للمقاومة في مجلس النواب التابعة لحزب الله.[7]
- نائب الأمين العام لحزب الله نعيم قاسم منذ ديسمبر/كانون الأول 2024.

بصفته قياديا رئيسيًا في الحزب، عين لتمثيل حزب الله في مجلس صيانة الدستور الإيراني.

## تصريحات
في سياق الجدل اللبناني حول نزع سلاح حزب الله، صرّح محمد رعد بأنّ "الموت ولا تسليم السلاح"، وهو تصريح عكس تشديد حزب الله على تمسّكه بخياره المسلّح باعتباره جزءاً من هويته ودوره.

## حياته العائلية
متزوج من فاطمة برغل ولهما خمسة أبناء.